# جان فرانسوا دومولين
جان فرانسوا دومولين هو مهندس كندي، ولد في 5 مايو 1976 في تروا ريفيير في كندا.

## وصلات خارجية
- الموقع الرسمي
- جان فرانسوا دومولين على موقع Racing-Reference.info (الإنجليزية)
- جان فرانسوا دومولين على موقع DriverDB.com (الإنجليزية)